# Борово (квартал)
Борово е квартал на София. Разположен е в югозападната част на столицата, в подножието на Витоша и квартал Бояна. Намира се между бул. „България“, ул. „Тодор Каблешков“, ул. „Ген. Стефан Тошев“, ул. „Дойран“ и бул. „Гоце Делчев“ и граничи с кварталите Бели брези, Красно село, Гоце Делчев, Мотописта, Манастирски ливади.

## История
В началото на 60-те години на ХХ век започва строителство на първите тухлени и панелни блокове в квартала, който дотогава бил застроен с еднофамилни къщи, с дворове (1930 – 1947 г.). Бил е част от квартал Красно село, който към този момент се простирал до Южен парк и е представлявал най-обширната вилна зона на столицата.
На територията на квартала, действала една от най-мащабните акции за градоустройство по време на Социализма. Дворовете са одържавявани, застроявани или са предоставяни на жилищно-строителни кооперации, след събаряне на къщите.

## Архитектура
В квартала съществуват тухлени, панелни и новопостроени жилищни сгради. Жилищните блокове, градени преди 1989 г., са тухлено, панелно и железобетонно строителство, всичките топлофицирани. Голяма част от новите тухлени кооперации имат централно топлозахранване.

## Обществени институции и инфраструктура
В квартал „Борово“ има детска градина, училища: 34-то СОУ „Стою Шишков“, Профилирана гимназия с изучаване на английски език, Софийска езикова гимназия и 36-о СОУ „Максим Горки“.
В квартала се намира и районната XX поликлиника, пощенска станция 1680, много магазини и супермаркети.
На последната спирка на тролейбус № 9 е разположен пазар „Борово“, а на кръстовището на бул. „България“ и ул. „Тодор Каблешков“ се намира магазин на „Билла“ и мол „България“.
В югоизточната си част квартал „Борово“ граничи с бул. „България“, което го прави комуникативен и бързо достъпен до центъра на София и Околовръстно шосе. Линиите на градския транспорт, които могат да се използват за към и от кв. „Борово“ са:
- трамваи № 7 и 27, които свързват квартала директно с НДК, централните части, както и с Централна гара;
- тролейбуси № 2 и 9, които правят връзката на квартала с централната и североизточната част на София;
- автобуси № 64, 73, 83, 102, 204, 304

## Улици и произход на имената им
| Път                 | Наречен на                                        | Местоположение |
| ------------------- | ------------------------------------------------- | -------------- |
| „Борово“            | ?                                                 | Карта          |
| „Браила“            | Браила, град в Югоизточна Румъния                 | Карта          |
| „България“          | България, държава в Европа                        | Карта          |
| „Ген. Стефан Тошев“ | Стефан Тошев (1859 – 1924), генерал               | Карта          |
| „Ладога“            | Ладога, езеро в Северозападна Русия               | Карта          |
| „Лястовичка“        | Лястовицови (Hirundinidae), семейство птици       | Карта          |
| „Невестина скала“   | ?                                                 | Карта          |
| „Пирински проход“   | ?                                                 | Карта          |
| „Подуево“           | Подуево, град в Северно Косово                    | Карта          |
| „Природа“           | Природа, естественият свят                        | Карта          |
| „Родопски извор“    | ?                                                 | Карта          |
| „Света Марина“      | Марина Антиохийска (289 – 304), сирийска мъченица | Карта          |
| „Славей“            | Славеи (Luscinia), род птици                      | Карта          |
| „Солун“             | Солун, град в Северна Гърция                      | Карта          |
| „Тодор Каблешков“   | Тодор Каблешков (1851 – 1876), революционер       | Карта          |
| „Топли дол“         | Топли дол, село в Югоизточна Сърбия               | Карта          |
| „Хан Паган“         | Паган (? – 768), владетел                         | Карта          |
| „Ястребец“          | Ястребец, връх в Рила                             | Карта          |